# Людские потери в Иракской войне
В статье приведена статистическая информация о потерях сторон и человеческих жертвах в Иракской войне (2003—2011). Информация получена из открытых источников и возможно является неполной.

## Потери сил международной коалиции и иностранных граждан

### Силы международной коалиции в Ираке

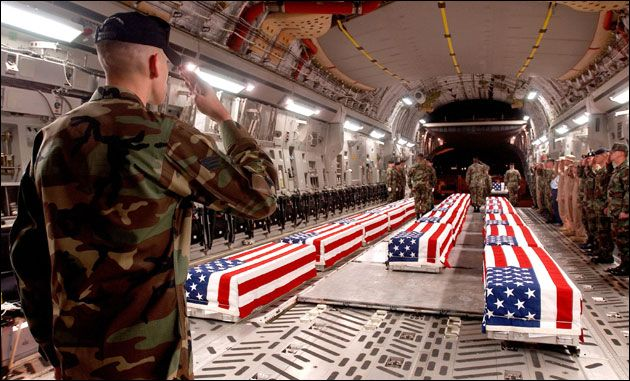
Транспортировка погибших военнослужащих США на борту самолёта C-17

Согласно данным министерств обороны США и Великобритании, а также независимого интернет-сайта iCasualties.org, боевые и небоевые потери коалиции составили 4804 военнослужащих погибшими. Потери распределены следующим образом:
- США: 4 423 погибших и 31 942 раненых (ещё 66 военнослужащих погибли и 297 получили ранения после окончания операции «Иракская свобода»)[1]. Однако эти цифры оспариваются вражеской стороной и другими источниками. По заявлению режима Саддама Хусейна от 26 марта 2003 года, порядка 700 военнослужащих американо-британских сил погибли в первую неделю конфликта[2]. Согласно данным представителей моджахедов, только в боях в Фаллудже за апрель и ноябрь 2004 года суммарные потери американских военных составили 640 убитых[3], тогда как коалиция подтверждала гибель лишь 119 и 37 человек соответственно[источник не указан 484 дня]. Неправительственные правозащитники и наблюдатели говорили о 10 тысячах погибших за всю войну[4]. По заявлению специалиста по Ближнему Востоку Владимира Платова, американское командование сообщало о гибели бойца только при условии, что он был убит непосредственно на поле боя, при этом  скрывая факты небоевых потерь или же даже выдавая боевые потери за небоевые[4]. Также утверждалось о неучёте в официальный список умерших от ран в госпиталях и иностранцев, воевавших в армии США с целью получения гражданства или по финансовым причинам. Последних, по сообщениям  пакистанских СМИ, порой хоронили на территориях военных баз или в их окрестностях[5][6][неавторитетный источник]. Так, по данным Europa Press, на 29 апреля 2004 года в список погибших за апрель пока ещё не были включены 13 погибших военнослужащих[7]. Кроме того, боевые действия в Ираке стали причиной стресса, дезертирства и самоубийств среди военнослужащих армии США: по официальным данным, 17% военнослужащих США, вернувшихся из Ирака в период с начала военной операции в Ираке до июля 2005 года, страдали от посттравматического синдрома (по данным журнала "Newsweek", эта цифра является заниженной и реальный уровень составляет 27% от общего количества участников боевых действий)[8]; также, по данным Пентагона, только в период с марта 2003 до начала 2004 года около 1,7 тыс. военнослужащих отказались возвращаться в Ирак после отпусков, предоставленных для отдыха на родине[9]; в период с начала военной операции в 2003 году до конца 2009 года из вооружённых сил США дезертировали почти 8 тыс. военнослужащих, принимавших участие в войне в Ираке[10].
- Великобритания: 179 погибших, санитарные потери в период с начала операции до 31 июля 2009 составили 3709 человек (в том числе 537 ранеными и травмированными)[11]
- Италия: 33 погибших, не менее 36 ранено[12][13][14][15][16]
- Польша: 23 погибших, свыше 70 ранено
- Украина: 18 погибших, свыше 42 раненых[17][18]
- Болгария: 13 погибших, свыше 30 раненых[19]
- Испания: 12 погибших, 18 раненых
- Дания: 7 погибших, не менее 9 раненых[20][21][22]
- Сальвадор: 5 погибших и 20—30 раненых[23][24]
- Грузия: 5 погибших, не менее 19 раненых[25][26]
- Словакия: 4 погибших
- Румыния: 3 погибших, не менее 11 раненых[27][28]
- Латвия: 3 убитых, 5 раненых в ходе боевых действий[29]
- Австралия: 2 погибших, не менее 28 раненых
- Эстония: 2 погибших, не менее 18 раненых[30][31][32]
- Нидерланды: 2 погибших, не менее 10 раненых[33][34][35][36]
- Таиланд: 2 погибших, по меньшей мере 2 раненых[37][38]
- Венгрия: 1 погибший, не менее 40 раненых[39][40][41]
- Казахстан: 1 погибший, не менее 6 раненых[42][43][44]
- Чехия: 1 погибший, не менее 5 раненых[45][46]
- Азербайджан: 1 погибший[47]
- Республика Корея: 1 погибший[48]
- Гондурас: 0 погибших, не менее 3 раненых и травмированных[49]
- Португалия: 0 погибших, не менее 3 раненых
- Албания: 0 погибших, не менее 1 ранен[50]
- Армения: 0 погибших, не менее 1 ранено[51]
- Литва: 0 погибших, не менее 1 ранено[52]
- Молдова: 0 погибших, 1 ранен

В итоговых цифрах, приведенных на основании данных сайта icasualties.org, не учтены:
- военнослужащие и сотрудники охранно-полицейских структур Турции, погибшие и раненые в ходе вторжения Турции в Северный Ирак. По официальным турецким данным, потери Турции составили 27 человек убитыми[53] (24 военнослужащих турецкой армии и 3 охранника)[54]
- 4 турецких полицейских, убитые 17 декабря 2004 года в городе Мосул, поскольку они являлись сотрудниками подразделения охраны посольства Турции в Багдаде[55]

### Иностранные граждане и сотрудникиЧВК
- США: 933—1471[56] убитых, 10 569 раненых[57]
- Австралия: не менее 7 контрактников убито и 1 ранен[58][59]
- Австрия: по меньшей мере 1 убитый контрактник[60]
- Болгария: не менее 6 убитых[61]

- не менее 6 контрактников убито

- Бразилия: по меньшей мере 1 убитый контрактник[65]
- Великобритания:
- Венгрия: по меньшей мере, 1 убитый контрактник[66]
- Германия: не менее 9 погибших

- 2 сотрудника подразделения охраны посольства ФРГ в Багдаде
- 5 граждан ФРГ
- не менее 2 контрактников

- Дания: по меньшей мере 1 убитый контрактник[71]
- Египет: не менее 3 контрактников убито[72][73]
- Индия: убито не менее 7 контрактников[74][75][76][77][78]
- Индонезия: по меньшей мере 1 погибший контрактник[79]
- Иордания: по меньшей мере 1 погибший контрактник[80]
- Италия: не менее 4 убитых[81][82][83]
- Канада: не менее 7 убитых
  - 3 сотрудника международных организаций[84][85][86]
  - 4 контрактника[87][88]
- Колумбия: по меньшей мере 1 убитый контрактник[89]
- Кувейт: по меньшей мере 1 убитый контрактник[90]
- Ливан: не менее 4 убито

- 3 граждан
- по меньшей мере 1 убитый контрактник

- Северная Македония: не менее 3 убитых контрактников[93]
- Молдова: не менее 5 погибших контрактников[94]
- Непал: не менее 19 убитых контрактников[95][96][97][98][76]
- Новая Зеландия: не менее 4 убитых контрактника[99][100][101]
- Пакистан: не менее 5 убитых контрактников[102][103][104][105]
- Перу: по меньшей мере 1 убитый контрактник[106]
- Польша: по меньшей мере 2 убитых и 2 раненых контрактника[107]
- Португалия: по меньшей мере 1 убитый контрактник[108]
- Республика Корея: не менее 4 убитых и 2 раненых контрактников[109][110][111]
- Россия: 12 погибших
  - 5 сотрудников посольства (3 июня 2006 в Багдаде в результате нападения боевиков на автомобиль российской миссии был убит сотрудник посольства Виталий Титов и похищены ещё четыре сотрудника - офицер СВР Олег Федосеев, третий секретарь посольства Федор Зайцев, сотрудники посольства Ринат Аглиулин и Анатолий Смирнов[112]; их тела были обнаружены только в 2012 году[113])
  - 7 контрактников, в т.ч. 4 работника компании "ИнтерЭнергоСервис" убиты и 4 ранены (10 мая 2004 при обстреле автомашины погиб Алексей Конорев, 26 мая 2004 при обстреле автобуса были убиты Вячеслав Овсянников, Виктор Дынкин и ранены еще 5 человек[114], один из них — Анатолий Коренков — позднее скончался от полученных ранений[115]), а также ещё 3 контрактника[78]
- Румыния: по меньшей мере 1 убитый и 1 раненый контрактник[116]
- Сомали: по меньшей мере 1 убитый контрактник[117]
- Судан: не менее 6 убитых контрактников[118]
- Турция: свыше 131 погибших[119][120][121][122][123][124][125][126][127][128][129][130][131][132][94]
- Уганда: по меньшей мере 2 убитых контрактника[106]
- Украина: по меньшей мере 3 погибших и 4 раненых контрактника[133][134][78]
- Фиджи: по меньшей мере 17 убитых и не менее 4 раненых[135][136][64][137][138]
- Филиппины: не менее 4 убитых и 5 раненых контрактников[139][58][140][76]. Ещё два филиппинца, Angelo de la Cruz[141] и Robert Tarongoy[142], были захвачены в заложники, но освобождёны после того, как филиппинский контингент покинул Ирак
- Финляндия: не менее 2 убитых[143]
- Франция: не менее 4 убитых

- 1 убитый агент службы внешней разведки Франции (DGSE).
- не менее 3 убитых и 1 раненый контрактник

- Хорватия: не менее 3 убитых контрактников[147][148]
- Чехия: не менее 1 убитого и 2 раненых контрактников[149]
- Швеция: по меньшей мере 1 убитый контрактник[150]
- ЮАР: не менее 23 убитых и 8 пропавших без вести

- по меньшей мере 18 контрактников убито и 5 ранены, ещё 4 пропали без вести.

- Япония: не менее 4 убитых
  - 2 японских дипломата[167]
  - 1 гражданин Японии[168]
  - 1 контрактник[169]

### Потери среди журналистов и сотрудников средств массовой информации
В период с начала войны до 31 мая 2006 года в Ираке погибли 97 работников средств массовой информации (71 журналист и 26 офисных работников, водителей, переводчиков и представителей иных профессий).
В период до 16 апреля 2007 года в Ираке погибли 138 сотрудников средств массовой информации (из них 95 репортёров).
В период с начала войны до 6 апреля 2010 года в Ираке погибли 189 сотрудников средств массовой информации (из них 137 журналистов и репортёров, а также 52 технических помощника: операторы, переводчики, водители...)
В период до 30 декабря 2012 года в Ираке погибли 373 журналиста; в период c 1 января до 30 декабря 2013 года в Ираке были убиты ещё 10 журналистов. В дальнейшем, потери продолжались

## Потери вооружённых формирований
Информация о потерях боевиков от их самих отсутствует, однако, согласно официальным данным Пентагона, с весны 2003 по сентябрь 2007 года в боях с силами международной коалиции в Ираке погибли 19 429 бойцов местного сопротивления и военнослужащих армии Хусейна. Вероятно, в эту цифру не входят потери, понесённые партизанскими формированиями в столкновениях с новой иракской армией и полицией. По полным данным коалиции, потери вооружённой иракской оппозиции составляют от 26 до 27 тысяч погибшими, не включая бойцов, погибших при вторжении весной 2003 года. В данной цифре определённая часть повстанцев погибла в столкновениях между собой, поскольку сопротивление являлось разномассным и его члены имели ряд идеологических и религиозных споров. Особенно это касалось борьбы шиитов с сунитами и проиранских сил (сторонников исламской республики) с баасистами (сторонников свергнутого режима С. Хусейна).

## Потери иракской армии
По оценке исследователя Карла Конетты, потери армии Саддама Хусейна за неполный месяц боевых действий в марте-апреле 2003 года составляют 9200 солдат убитыми плюс-минус 1600 человек.
Достоверных данных по потерям войск проамериканского правительства нет. По некоторым подсчётам[каким?], иракская армия и другие силовые структуры потеряли 17 690 человек убитыми и ещё 1002 бойцов лояльных новому правительству ополчений.

## Потери мирного населения
Самое крупное число названо фирмой Opinion Research Business в августе 2007 года. По её оценке, к этому времени жертвами войны стали от 733 158 до 1 446 063 мирных иракцев. В январе 2008 года эти цифры были скорректированы на основании дополнительных данных и составляли от 946 000 до 1 120 000 погибших. Методика оценки состояла в опросе 2414 случайно выбранных взрослых людей по всей стране о том, сколько погибших было в их семье (домохозяйстве). Выяснилось, что в 20,2 % семей есть погибшие, и их среднее число составляет 1,26 человека на такую семью. Эти данные были экстраполированы на всю страну на основе данных переписи населения 1997 года, согласно которой в Ираке насчитывалось 4,05 млн семей. Данная методика однако приводит к завышению оценки, так как вероятность встретить респондента из крупной семьи выше, чем из небольшой, и вероятность гибели члена крупной семьи тоже выше, чем в небольшой семье. Хотя данные о размере семьи собирались в процессе опроса, при публикации результатов поправки за эффект размера семьи не вносились.
По оценке британского медицинского журнала The Lancet, к осени 2004 года жертвами войны стали 98 тыс. иракцев, а к лету 2006 года — 655 тысяч. Обе цифры включают непрямые потери — то есть умерших в результате ухудшения системы здравоохранения, инфраструктуры, роста преступности и т. д. Эти цифры включают также сокращение численности населения в результате уменьшения рождаемости в период военных действий и в последующий период. Это сокращение рассматривается как прямой результат войны, вызвавшей изменения в социальной структуре иракского общества, а также существенно уменьшившей количество новозаключённых браков. После окончания войны, в 2013 году, The Lancet опубликовал новое исследование, в котором приведена намного меньшая оценка жертв — «по крайней мере 116 903 некомбатантов».
По данным американо-британской неправительственной правозащитной организации «Iraq Body Count», c начала оккупации Ирака до декабря 2007 года, в стране погибли около 128 тыс. мирных жителей, более 160 тыс. получили ранения и увечья. Только в Багдаде жертвами стали 40,5 тыс. человек. Четверть погибших — женщины и дети. Согласно этим данным, самыми кровавыми в этой войне были 2006 и 2007 годы, в каждый из которых число погибших намного превышало 25 тысяч. После этого уровень насилия постепенно пошёл на спад, но и в последнем — 2011 году — погибли 4063 человека. При этом отмечается и различие в причинах смерти людей — если до 2006 года превалировали огнестрельные раны, то после люди, в основном, стали гибнуть при взрывах.  Эти данные не являются полными, поскольку «Ирак Боди Каунт» подсчитывает только те смерти, о которых сообщают средства массовой информации.
По оценке информационного агентства «Ассошиэйтед Пресс», с 2006 года занимающегося подсчётом жертв войны по новостным сообщениям, в 2006 году в Ираке в результате насилия погибли 13 813 мирных жителей, в 2007 году — 18 610.
По оценке иракского правительства и Всемирной организации здравоохранения, с марта 2003 и до середины 2006 года умерли насильственной смертью 151 тыс. иракцев. Проведённое ВОЗ исследование эксперты назвали самым крупным и наиболее соответствующим критериям научности после начала войны.
В IBC полагали, что за годы оккупации погибли не менее 97 тысяч мирных иракцев, а британский журнал The Lancet в 2013-м называл цифру в 116 тысяч.